# Eutelsat 16C
O Eutelsat 16C (anteriormente chamado de SESAT 1) foi um satélite de comunicação geoestacionário europeu construído pela NPO Prikladnoi Mekhaniki (NPO PM) em cooperação com a Alcatel Space. Ele esteve localizado na posição orbital de 16 graus de longitude leste e foi operado pela Eutelsat. O satélite foi baseado na plataforma MSS-2500-GSO (MSS-727) e sua vida útil estimada era de 10 anos. Ele saiu de serviço em fevereiro de 2018 e foi enviado para a órbita cemitério.

## História
O satélite era originalmente denominado de SESAT 1. A sua posição orbital de 36 graus leste foi ocupada em novembro de 2009 pelo Eutelsat W7. O SESAT 1 foi destinado a ser transferido para uma posição orbital diferente.
O SESAT 1 posteriormente foi movido para a posição orbital de 16° leste, para compensar a perda total do Eutelsat W2. O SESAT 1 passou a servir como uma capacidade de backup e operação de controle junto com o Eurobird 16 (antigo Atlantic Bird 4) e o defeituoso Eutelsat W2M, que foi transferido de 3,1° leste por causa de uma falha no fornecimento de energia.
No dia 1 de março de 2012 a Eutelsat adotou uma nova designação para sua frota de satélites, todos os satélites do grupo assumiram o nome Eutelsat associada à sua posição orbital e uma letra que indica a ordem de chegada nessa posição, então o satélite SESAT 1 foi renomeado para Eutelsat 16C.
Em fevereiro de 2018, após 17 anos e 10 meses de serviço, o satélite foi descomissionado e transferido para a órbita cemitério.

## Lançamento
O satélite foi lançado com sucesso ao espaço em 17 de abril de 2000, por meio de um veículo Proton-K/Blok-DM-2M a partir do Cosmódromo de Baikonur, no Cazaquistão. Ele tinha uma massa de lançamento de 2500 kg.

## Capacidade e cobertura
O Eutelsat 16C era equipado com 18 transponders de banda Ku para fornecer acesso à internet de alta velocidade, transmissão de dados de alto volume, transmissão de vídeo, mensagens e serviços de posicionamento para Europa e Oriente Médio.